# Jersey Shore (tv-serie)
|  | Jersey Shore er et kystområde i New Jersey |
Jersey Shore er en reality tv-serie på MTV, der følger otte husfæller tilbringe deres sommer sammen.
I den første sæson er husfællerne i Jersey Shore hvor de i den anden sæson er i Miami Beach. Den første sæson blev filmet i august 2009 i en sommerlejlighed i Seaside Heights, men den blev også filmet i andre byer såsom Toms River, Neptune og Atlantic City.
Showet debuterede med store mængder af kontroverser om brug af ordene "Guido/Guidette", skildringer af italiensk/amerikanske stereotyper og utilfredshed fra lokalbefolkningen i New Jersey, fordi medlemmerne ikke var beboere i området hvor de boede under filmingen. Temasangen i introen er "Get Crazy" af LMFAO.
Efter succesen med den første sæson, meddelte MTV i januar 2010, at en anden sæson, der består af 12 episoder var blevet bestilt og ville have premiere den sommer. Anden sæson ville følge alle husfællerne fra første sæson, undslippe fra det kolde nordøst og finde dem selv i Miami. Anden sæson havde premiere den 29 juli 2010 på amerikansk MTV. Den 20. juli 2010 meddelte MTV, at selvsamme medlemmer fra de første to sæson, med undtagelse af Angelina den selvkaldte "Kim Kardashian af Staten Island", ville vende tilbage til en tredje sæson der igen blev optaget i Seaside Heights, i stedet for tog Nichole sin veninde Deena som sammen er kendte som "The Meatballs", New Jersey. MTV har senere eksporteret serien ud til mange lande verden over. I fjerde sæson tog de til Italien, Firenze, hvor de arbejdede i et pizzeria. I USA er femte sæson begyndt at rulle på skærmen. MTV har endnu ikke meldt ud hvornår at femte sæson vil blive sendt i Danmark.

## Forudsætning
Showet undersøger livet omkring otte unge husfæller, der bor og holder ferie på de forskellige resorts langs Jersey Shore, mere specifikt byen Seaside Heights. Til gengæld for at leve og feste i kysthuset, er hvert medlem nødsaget til at arbejde skiftevis på en lokal boardwalk t-shirt butik. Manglende overholdelse af grundreglerne, som er fastlagt af deres chef som ejer strandhuset, hvor de castede er bosat, resulterer i opsigelse og bortvisning fra kysten huset [8].

## Medvirkende
Siden starten af 2009 har der været 9 medvirkende, og blot én udskiftning. Angelina Pivarnick forlod serien i 1. Sæson af den grund, hun var ikke særlig vellidt, og samtidig nægtede hun at arbejde på de vagter, hun var pålagt i T-Shirt forretningen. Dog vendte Angelina tilbage i 2. Sæson i Miami, men valgte at rejse hjem én uge før de andre, grundet drama og fysiske konfrontationer med de andre beboere i huset. Angelina vendte ikke tilbage til 3. Sæson.
Angelina blev dog hurtigt udskiftet, af Nicole "Snooki" Polizzis veninde Deena Nicole Cortese i 3. Sæson. Øvrige medvirkende er bofællernes kærester, søskende, forældre, andre familiemedlemmer og venner. De mest "kendte" af dem er Jenni "JWoww" Farleys nu forlovede Roger Mathews, Snookis nu ægtemand Jionni LaValle, Mike "The situation" Sorrentinos søster Melissa og ven "G-Unit".
Nicole "Snooki" Polizzi (født 23. november 1987). Én af "Jersey Shores" største stjerner. Snooki blev hurtigt populær, med sin (nogle gange) lidt sjove personlighed. Hun tog simpelthen seerne med storm. Snooki er ikke bange for at sige hvad hun har på hjertet, om det er godt eller ondt. Hvilket til tider får hende ud i uheldige situationer. Snooki er ubetinget husets største festabe. Snooki mødte sin nuværende ægtemand på det populære sted "Karma" i Jersey Shore. De har i dag to børn sammen
Paul "Pauly D" DelVecchio (født 5. juli 1980). Pauly D er ligesom Snooki én af de mest populære medvirkende. Han er til daglig DJ, men hans DJ-Karriere tog for alvor fart under og efter "Jersey Shore" - og i dag turneer han verden rundt. Igennem serien gjorde han nogle sætninger legendariske. såsom: "Cab's are here!", "It's T-Shirt tiiime!", "GTL" "Tanorexcic" (Pauly D er kendt for at tage utrolig meget sol, og efter turen i Italien mente han at han var "Tanorexcic.) og "DTF". Sammen med de to andre beboere Vinny og Mike udgjorde de "MVP"
Michael "The situation" Sorrentino (født 4. juli 1982). Mike er berygtet på godt, og ondt i Jersey Shore. Mike havde fra starten en stærk personlighed, og en trang til at skabe splid i huset, eller imellem kæresteparret Ronnie og Samantha. Hvilket igennem sæsonerne har eskaleret i Slagsmål og mudderkastning. Mike var nok den af fyrene, som tog flest piger med hjem, og han er ret rutineret. Når de ankom så fik pigerne nogle joggingbukser og en T-Shirt af Mikes egne, og derefter kunne de "Smosh" (Amerikansk slang for samleje). Når det var overstået, er det ned og ringe efter en taxa, og pigen sendes hjem. Man kan sige at det var et overordnet "tema" for serien - feste og score piger. Mike distancerede sig fra resten af gruppen under deres ophold i Italien (sæson 4) og hele vejen igennem sæson 5. Grundet splid, drama og meget ubehagelige konfrontationer med Ronnie. Så alvorligt at han i Italien under en meget ophedet, og fysisk diskussion med Ronnie bankede sit hoved ind i en tyk betonvæg af ren raseri. Mike blev sendt på hospitalet og udskrevet med en mild hjernerystelse og piskesmældsagtige smerter i nakken. Efterfølgende distancerede han sig mere og mere fra de andre, og de andre ligeså. de havde simpelthen fået nok. Det fortsatte til sæson 5, hvor Mike nåede ud. hvor de andre beboere ikke kunne nå ham, og nok heller ikke ville. I 2012 annoncerede Mike at han havde tjekket sig ind på et rehabiliterings- center for et pillemisbrug. Han tjekkede ud i april 2012, clean. Mike vendte tilbage til sjette, og sidste sæson af "Jersey Shore" clean. Han hverken drak alkohol og røg cigaretter mere. Hvilket glædede de andre beboere.